# Belairia ternata
Belairia ternata är en ärtväxtart som beskrevs av August Heinrich Rudolf Grisebach. Belairia ternata ingår i släktet Belairia och familjen ärtväxter. Inga underarter finns listade i Catalogue of Life.